# Joachim van den Hove
Joachim van den Hove (Anversa, circa 1567 – 1620) è stato un compositore e liutista olandese.

## Biografia
Nacque ad Anversa, ma trascorse gran parte della vita a Leida, lavorando come liutista e insegnante di liuto, avendo come allievi, tra gli altri, Federico Enrico d'Orange (cui van den Hove dedicò "Florida", nel 1601) e Maurizio di Nassau (che invece fu dedicatario di "Delitiae Musicae", nel 1612). Alcuni suoi brani contenuti nell'intavolatura di Schele (1619) riportano l'indicazione di diverse località europee (in Francia e Italia) suggerendo che probabilmente ebbe occasione di viaggiare in Europa.
Negli ultimi anni della sua vita ebbe notevoli problemi finanziari, che portarono alla confisca dei suoi beni e della sua casa, poco prima della morte, avvenuta nel 1620.
Scrisse opere per liuto solo e per liuto e voce, oltre ad adattamenti (com'era prassi) al liuto di musica italiana, francese ed inglese, oltre che di motivi popolari delle Fiandre e dell'Olanda; le sue composizioni sono conservate in tre opere a stampa ("Florida", "Delitiae musicae", "Praeludia Testudinis") e in altre intavolature dell'epoca (Herold, Schele).
Insieme ad Emmanuel Adriaenssen e a Nicolas Vallet costituisce uno dei principali esponenti della scuola del liuto di fine cinquecento dell'area olandese. 

## Composizioni

### Opere a stampa
- Florida, sive cantiones, é quamplurimis praestantissimorum nostri aevi musicorum libris selectae (Utrecht, 1601)
- Delitiae musicae, sive cantiones, e quamplurimis praestantissimorum nostri aevi musicorum libris selectae (Utrecht, 1612)
- Praeludia testudinis, ad symphoniam duarum vocum duarumve violarum accommodata (Leiden, 1616)

### Opere manoscritte
- Christoph Herold - Intavolatura di liuto, 1602
- Joachim van den Hove - Intavolatura di liuto, 1615
- Ernst Schele - Intavolatura di liuto, 1619

## Discografia
- Joachim Van Den Hove "Florida", Massimo Marchese (liuto) (Brilliant Classics 94962)